# Sunshine (Nuevo México)
Sunshine es un lugar designado por el censo ubicado en el condado de Luna en el estado estadounidense de Nuevo México. En el Censo de 2010 tenía una población de 420 habitantes y una densidad poblacional de 9,2 personas por km².

## Geografía
Sunshine se encuentra ubicado en las coordenadas 32°8′4″N 107°47′2″O / 32.13444, -107.78389. Según la Oficina del Censo de los Estados Unidos, Sunshine tiene una superficie total de 45.67 km², de la cual 45.67 km² corresponden a tierra firme y (0%) 0 km² es agua.

## Demografía
Según el censo de 2010, había 420 personas residiendo en Sunshine. La densidad de población era de 9,2 hab./km². De los 420 habitantes, Sunshine estaba compuesto por el 88.57% blancos, el 1.43% eran afroamericanos, el 0.48% eran amerindios, el 0.24% eran asiáticos, el 0% eran isleños del Pacífico, el 4.76% eran de otras razas y el 4.52% pertenecían a dos o más razas. Del total de la población el 23.33% eran hispanos o latinos de cualquier raza.